# Julian Bokszański
Julian Bokszański, (biał. Юльян Бакшанскі, Julian Bakšanski, lit. Julianas Bakšanskis; ur. 1824 lub 1827 w Tupalszczyźnie, zm. 23 marca?/4 kwietnia 1863 koło wsi Świeczki i Plebania) – powstaniec styczniowy, publicysta.

## Życiorys
Pochodził ze szlacheckiego rodu Bokszańskich. Ojciec Józef pochodził ze Smorgoń, był sędzią, właścicielem Tupalszczyzny oraz zarządzał majątkiem państwowym Smorgonie, który kiedyś należał do hr. Karola Przeździeckiego, ale został skonfiskowany za udział właściciela w powstaniu listopadowym i przeszedł na własność państwa. W 1838 r. Julian Bokszański rozpoczął naukę w gimnazjum wileńskim. Brał tu udział w działalności polskich kół tajnych, czytywał Adama Mickiewicza i Juliusza Słowackiego. W 1841 r. dyrektor gimnazjum znalazł wśród jego zeszytów zakazane wiersze. Sprawa trafiła do komisji śledczej, a Julian Bokszański został aresztowany. Zeznał później, że okres ten spotęgował w nim nienawiść do caratu. Za czytanie niewinnych wierszy „mnie, piętnastoletniego młodzieńca, aresztują, rujnują moją przyszłość, trzymają w więzieniu i sądzą jak więźnia politycznego”. W 1842 r. został zesłany do Riazania, gdzie pracował w rządzie gubernialnym. 
Na początku 1846 r. Bokszański został zwolniony z zesłania, wrócił do Wilna. Pod wrażeniem od wystąpień w Krakowie i Galicji zaangażował się w działalność narodową. W kwietniu 1847 r. pisze odezwę rewolucyjną do chłopów smorgońskich, gdzie przekonywał chłopów do zjednoczenia się z mieszczanami i żołnierzami oraz walki przeciwko obszarnikom. W odezwie Bokszańskiego były charakterystyczne dla wszystkich znanych z tego okresu odezw do chłopów próby wytłumaczenia źródeł nierówności klasowej. Przekonując chłopów, że nie zawsze istniało poddaństwo, pisał Bokszański, iż szlachta mając za sobą „siłę moralną, to jest oświatę lub rozum”, a „poznawszy słabą stronę nieoświatę, umyśliła przez ten swój rozum zawładnąć chłopami”. Odezwę swą przesłał Bokszański 8 kwietnia 1847 r. pocztą na imię wójta smorgońskiego Kuczewskiego. Ten ostatni, nie umiejący czytać, dostarczył ją do zarządu gminnego, gdzie w obecności chłopów-interesantów czytał ją głośno, zaintrygowany jej treścią pisarz gminny. Treść odezwy, często zniekształcona, lotem błyskawicy rozniosła się po okolicy, wiadomość rychło dotarła i do sąsiednich powiatów. Odezwę odebrał z zarządu gminnego prystaw policyjny Bańkowski, mając zamiar dostarczyć ją nazajutrz swoim władzom. W tym czasie, korzystając z wyjazdu Bańkowskiego w teren, żona jego pozwoliła znajomym porobić sobie odpisy odezwy. W rezultacie w wielu powiatach krążyło kilkadziesiąt odpisów, wywołując powszechne podniecenie. Bokszański został aresztowany 17 lipca 1847 r. w majątku Honoraty Szymkiewicz. Policja natrafiła na jego ślad przez zidentyfikowanie pieczęci, którą był sygnowany list zawierający odezwę do chłopów. Interesujące materiały zostały znalezione w mieszkaniu Bokszańskiego w czasie rewizji policyjnej. Wśród wielu papierów ujawniono notatkę wzmiankującą o istnieniu jakiegoś Związku Przyjaciół Ludzkości. Sąd wojenny w Wilnie uwzględniając, że Bokszański po raz drugi został już oskarżony o działalność antyrządową, skazał go w grudniu 1847 r. na bezterminową katorgę, potem zmniejszył wymiar kary do 12 lat katorgi. Julian Bokszański przebywał na katordze w kopalni pietrowskiej w Okręgu Zabajkalskim, następnie zaś na wolnym osiedleniu w Krasnojarsku. Objęty amnestią 1856 r., wrócił do kraju na początku 1858 r.
Wiosną 1863 r. Julian Bokszański dołączył się do powstania, był zwolennikiem "czewonych", uczestniczył w organizacji oddziała, który walczył na terenie oszmiańskiego i wilejskiego powiatów. 4 kwietnia oddział Bokszańskiego został zaatakowany przez wojsko rosyjskie między wsiami Świeczki i Plebania. Podczas walki zginął prawie cały oddział, w tym dowódca Julian Bokszański, a także Rafał Maliszewski, Ludwik Jamant, Leopold Bańkowski i 15-latek Ignacy Sulistrowski.

## Upamiętnienie
W miejscu bohaterskiej śmierci powstańców w pobliżu wsi Plebania wzniesiono krzyż i pomnik.